# Gunung Malang (Suboh)
Gunung Malang is een bestuurslaag in het regentschap Situbondo van de provincie Oost-Java, Indonesië. Gunung Malang telt 3112 inwoners (volkstelling 2010).